# Scopelogadus mizolepis bispinosus
Scopelogadus mizolepis bispinosus is een ondersoort van de straalvinnige vissen uit de familie van de grootschubvissen (Melamphaidae). De wetenschappelijke naam van de soort is voor het eerst geldig gepubliceerd in 1915 door Gilbert.